# Cybulice Duże
Cybulice Duże – wieś sołecka w Polsce położona w województwie mazowieckim, w powiecie nowodworskim, w gminie Czosnów.
W latach 1975–1998 miejscowość administracyjnie należała do województwa warszawskiego.
Wieś położona na północnym krańcu Puszczy Kampinoskiej. Pierwsze wzmianki pochodzą z 1414 r. W XVIII w. osada nazwana była Cybulicami, od nazwiska pierwszego właściciela tych ziem - Rafała Cybulskiego, któremu w XVI w. król Zygmunt August nadał te ziemie.
W 1933 roku utworzono 5 gromad w gminie Cząstków z członem Cybulice:
- Cybulice – wieś Cybulice A i kolonia Cybulice B Dworskie,
- Cybulice Dworskie – wieś Cybulice Duże Dworskie,
- Cybulice Małe – wieś Cybulice Małe,
- Cybulice Stare – folwark Cybulice,
- Cybulice Włościańskie – wieś Cybulice Duże Włościańskie.